# Geórgios Kaphantáris
Geórgios Kaphantáris (en grec moderne : Γεώργιος Καφαντάρης, parfois écrit Kafantáris ou Kafandáris), né à Anatolikí Fraguísta (el) dans le nome d'Eurytanie le 13 octobre 1873 et mort le 28 août 1946, est un homme politique grec.

## Biographie
Il fait sa carrière dans un barreau de province, débutant dans l'étude de Dimítrios Rállis, dont il demande la mort en 1919, alors qu'il est commissaire du gouvernement lors du procès intenté au cabinet (el) Skouloúdis. En 1917, après la première abdication du roi Constantin Ier, le jeune député qu'il est prononce à la Chambre un discours dans lequel il demande la réduction des prérogatives royales. Après ce discours qui impressionna fort l'opinion publique, il est nommé ministre de l'agriculture (en) du gouvernement (el) Venizélos, et reste titulaire de ce portefeuille jusqu'en 1920. Mais il entre en désaccord avec Venizélos à propos de la tenue d'élections législatives alors que l'armée grecque est impliquée en Asie mineure. Avec la défaite du parti libéral de Venizélos aux élections, Kaphantáris quitte le pays pour la France et l'Italie. Après la défaite, en 1922, dans la guerre gréco-turque, il est nommé ministre de la justice (en). En 1924, Venizélos démissionne pour raisons de santé et désigne Kaphantáris comme son successeur. Kaphantáris devient alors Premier ministre. Il propose l'organisation d'un plébiscite pour l'abolition de la monarchie. Mais au sein même du gouvernement, il a contre lui Aléxandros Papanastasíou et Theódoros Pángalos qui disposent du soutien de la grande majorité des officiers dans l'armée ; il est contraint de démissionner à peine un mois après le début de son mandat. Il s'oppose à la dictature de Pángalos. Lorsque ce dernier est renversé, Kaphantáris est nommé plusieurs fois ministre des finances.
Les critiques de Venizélos en 1927-1928 contre le gouvernement auquel appartient Kaphantáris poussent le Ministre des finances, alors chef du parti des Progressistes-Libéraux, à la démission et donc à celle de tout le gouvernement. Les élections qui suivent, le 9 avril 1928, au scrutin majoritaire, donnent à Venizélos 223 des 300 sièges.
Il participe au coup d'État manqué du 1er mars 1935, qui précipite la dictature de Ioánnis Metaxás. Condamné à plusieurs années de prison, Kaphantáris est rapidement gracié.